# Alfred Wielki

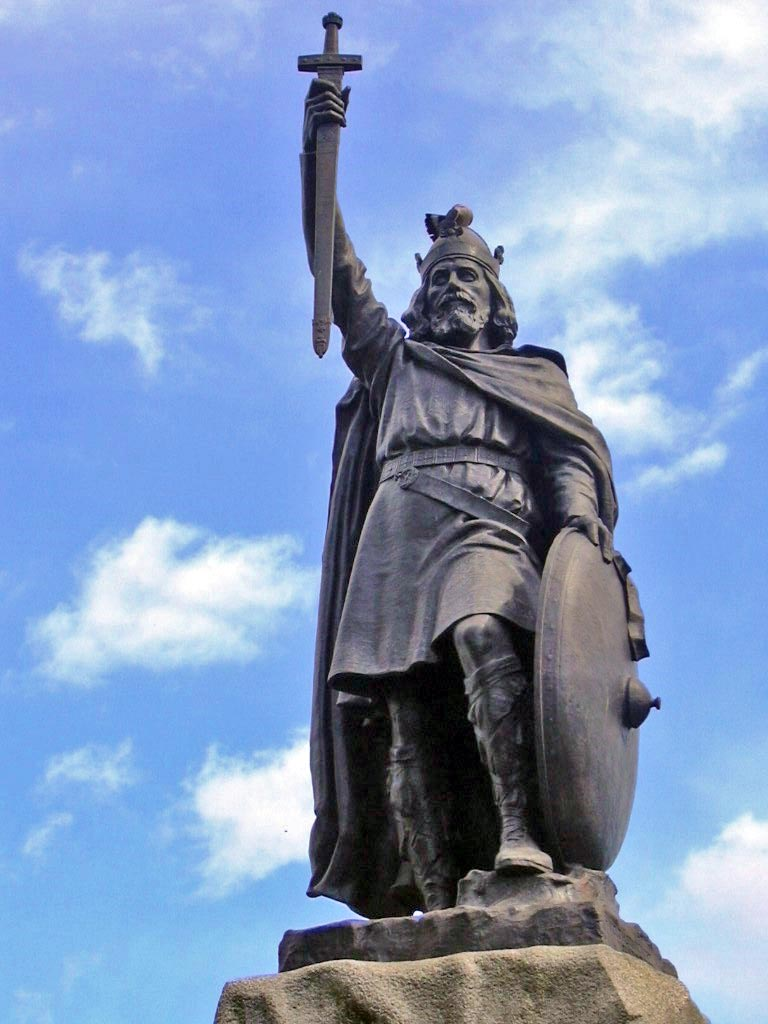
Pomnik Alfreda Wielkiego w Winchesterze

Alfred Wielki (ur. ok. 849, zm. 26 października 899) – syn Ethelwulfa, szósty król Wesseksu. Jeden z najwybitniejszych królów wczesnej historii Anglii. Panował od 871 r. w mało sprzyjających okolicznościach przejmując władzę po swoim bracie, Aethelredzie I, który zginął z rąk Duńczyków pustoszących kraj. Mimo że wojna doprowadziła rolnictwo do upadku, zdołał skonsolidować grupę małych państw w państwo zdolne stawić im silny opór zbrojny. Jego życie i polityka były opisywane przez wielu kronikarzy (np. Kronika anglosaska), ale najdokładniej opisuje je Asser, jego osobisty biograf.

## Przed objęciem tronu
Urodził się między 847 a 849 w miejscowości Wantage na terenie obecnego hrabstwa Oxfordshire (wówczas było to Berkshire). Był najmłodszym synem króla Wesseksu Ethelwulfa i jego pierwszej żony, Osburgi, córki królewskiego cześnika, Oslaca.
Prawdopodobnie w wieku 5 lat został wysłany na naukę do Rzymu. Został tam przyjęty przez papieża Leona IV, który (według Kroniki anglosaskiej) „namaścił go na króla”. Historycy doby wiktoriańskiej zinterpretowali to jako akt koronacji Alfreda, zagwarantowania jego praw do tronu Wesseksu. Wydarzenie to jest jednak nieprawdopodobne, zważywszy na fakt, że Alfred miał trzech starszych braci. W 855 r. towarzyszył ojcu, kiedy ten przybył do Rzymu z pielgrzymką. W drodze powrotnej przebywał pewien czas na dworze króla Franków Zachodnich Karola Łysego. Do Anglii wrócił w 856 r.
Asser przekazał z tego okresu życia Alfreda opowieść o tym, jak jego matka, Osburga, obiecała dać tom poezji anglosaskiej temu z jej synów, który pierwszy będzie umiał jej przeczytać fragment księgi. Alfred wówczas zaniósł książkę swojemu opiekunowi i kazał mu ją tak długo sobie czytać, dopóki nie nauczył się jej na pamięć. W ten sposób dostał księgę. Ta historia może być prawdziwa, może być również wymyślona w celu zilustrowania, jaką chęć do nauki przejawiał młody Alfred.
Ojciec Alfreda zmarł w 858 r. i tron objął najstarszy z braci, Ethelbald. Po jego rychłej śmierci (w 860) korona przypadła kolejnemu z braci, Ethelbertowi. Gdy i ten zmarł ok. 865 tron objął trzeci z braci Alfreda, Ethelred I. Nic nie wiadomo o życiu Alfreda w okresie rządów jego dwóch najstarszych braci. Na scenę polityczną wkroczył dopiero podczas panowania Ethelreda I. Został wówczas uznany za następcę tronu i otrzymał tytuł secundariusa. W 868 r. stanął u boku swojego brata podczas kampanii przeciwko Duńczykom w Mercji. Uczestniczył we wszystkich bitwach z wielkim duńskim najazdem 870/871 r. – zwycięstwie pod Englefield (31 grudnia 870 r.), klęsce pod Reading (4 stycznia 871 r.), kolejnym sukcesie Ashdown (8 stycznia 871 r.) i klęsce pod Basing (22 stycznia 871 r.).

## Wojny z Duńczykami
23 kwietnia 871 r., z ran odniesionych w bitwie pod Merton, zmarł król Ethelred, pozostawiając koronę swojemu młodszemu bratu. Zajęty ceremoniami pogrzebowymi Alfred nie mógł dać skutecznego oporu Duńczykom, którzy w maju 871 r. dwukrotnie pokonali Anglosasów. W czerwcu Alfred był zmuszony podpisać pokój, w którym uznał duńską władzę na północy Anglii. Pokój przetrwał 5 lat. W 876 r. nowy wódz Duńczyków, Guthrum, poprowadził swoich ludzi na południe. Ominął wojska królewskie i zdobył Wareham w hrabstwie Dorset. Na początku 877 r., pod pretekstem negocjacji, przesunął swoje wojska na zachód i zdobył Exeter. Tam jednak został otoczony przez wojska Alfreda. Duńska flota została zniszczona przez sztorm, wobec czego Guthrum zdecydował się zawrzeć pokój z Alfredem. Wycofali się do Mercji, ale w styczniu 878 r. niespodziewanie zaatakowali Chippenham, gdzie od Bożego Narodzenia przebywał Alfred. Miasto zostało zdobyte, a ludność wymordowana. Alfred z niewielkim orszakiem uciekł Duńczykom i wędrując lasami i bagnami dotarł na Wielkanoc do Athenley, gdzie rozpoczął zbieranie armii.
Asser przekazał z tego okresu opowieść jak Alfred uciekał przez Somerset Levels. Znalazł wtedy schronienie u pewnej kobiety, która (nie poznawszy króla) kazała mu pilnować piekących się ciastek. Alfred zadumał się jednak nad nieszczęściami królestwa i zapomniał o ciastkach, które spaliły się. Został za to zwyzywany przez kobietę po jej powrocie. Po zorientowaniu się w tożsamości gościa kobieta zaczęła przepraszać. Wówczas król odrzekł, że to on powinien prosić o wybaczenie. Po dotarciu do Athenley Alfred rozpoczął zbieranie lokalnych wojsk z Somerset, Wiltshire i Hampshire. Inna opowieść przedstawia jak Alfred zakradł się w przebraniu śpiewaka do duńskiego obozu, aby poznać plany wroga. Nie wiadomo, czy ta opowieść jest prawdziwa. Na wiosnę 878 r. Alfred zebrał armię i ruszył przeciwko Duńczykom. Do decydującej bitwy doszło w maju pod Edington. Po całodniowej walce Duńczycy złamali szyk i rzucili się do ucieczki. Guthrum z niedobitkami schronił się w Chippenham i skapitulował po 14 dniach oblężenia. Na mocy podpisanego traktatu w Wedmore, Guthrum i 21 jego towarzyszy przyjęło chrzest. Dokonano również podziału Brytanii. Alfred miał rządzić południowo-zachodnią częścią kraju. Północny wschód przypadł Duńczykom i otrzymał nazwę Danelaw.
Przez kilka lat panował spokój. W 884 r. (lub 885) miał miejsce najazd Duńczyków na Kent. Został on odparty, ale zachęcił do wystąpienia Duńczyków z Anglii Wschodniej. Kontrakcja Alfreda zakończyła się zdobyciem Londynu (885 lub 886 r.) i kolejnym traktatem między Alfredem a Guthrumem. Na kilka lat znowu zapanował spokój. Duńczycy zaatakowali ponownie jesienią 892 lub 893 r. Najeźdźcy zaatakowali w dwóch grupach, liczących łącznie 330 łodzi. Ich celem był podbój i kolonizacja. Grupy wylądowały w Kencie: jedna w Appledore, a druga, pod dowództwem Haestena, w Milton. Alfred zajął pozycję, dzięki której mógł kontrolować działania obu grup. Podczas negocjacji z Haestenem Duńczycy z Appledore przełamali blokadę i ruszyli na północny zachód. Ich śladem ruszył syn króla, Edward. Doścignął on Duńczyków i zmusił do wycofania się na wyspę Hertfordshire Colne. Następnie wycofali się do Essex, gdzie, po kolejnej porażce, połączyli się z Haestenem.
Alfred był w drodze na spotkanie ze swoim synem, gdy otrzymał wieści, że Duńczycy z Nortumbrii i Anglii Wschodniej oblegli Exeter i inną, nieznaną z nazwy, fortecę w północnym Devon. Król błyskawicznie ruszył na odsiecz i uwolnił Exeter od oblężenia. Tymczasem Haesten ze swoimi ludźmi ruszył w drogę doliną Tamizy na spotkanie Duńczyków z Północy. Na ich drodze stanęły jednak siły anglosaskie pod wodzą earldormanów Mercji, Wiltshire i Somerset. Zmusili oni Duńczyków do odwrotu na północny zachód, na koniec oblegając ich w Buttington. Próba przebicia się Duńczyków zakończyła się klęską. Korzystając jednak z uśpienia czujności oblegających przebili się w końcu do Chester. Ponieważ zbliżała się zima Anglosasi nie ryzykowali zimowego oblężenia, ale zniszczyli całe zapasy żywności w okolicy. Na początku następnego roku (894 lub 895) głód zmusił Duńczyków do kolejnej próby przebicia się do Essex. Na przełomie 894 i 895 r. (lub 895 i 896) Duńczycy spuścili swoje statki na Tamizę i umocnili się na nich 21 mil od Londynu. Bezpośredni atak na statki nie przyniósł powodzenia, ale później tego samego roku Alfred zablokował rzekę uniemożliwiając Duńczykom ewakuację. W 896 lub 897 r. odeszli w większości do Nortumbrii i Anglii Wschodniej. Reszta wróciła na kontynent. Kampania dobiegła końca.

## Militaria
Aby móc skutecznie odpierać ataki Duńczyków z Nortumbrii i Anglii Wschodniej na wybrzeża Wesseksu, Alfred zdecydował się rozbudować flotę wojenną. Wbrew powszechnym wyobrażeniom król Alfred nie był twórcą brytyjskiej marynarki wojennej. Bitwy morskie toczył już jego ojciec Ethelwulf w 851 r. Wiadomości o walkach na morzu pochodzą również z lat 833 i 840. Alfred wprowadził jednak do służby nowy typ okrętów. Jak podaje Kronika anglosaska był on szybszy, stabilniejszy oraz posiadał wyższe burty niż każdy inny. Były poruszane przez 60 wioseł. Do ich budowy sprowadzano rzemieślników z Fryzji i to Fryzowie stanowili trzon ich załóg. Okręty te nie odnosiły jednak większych sukcesów, często natomiast tonęły podczas sztormów. Mimo to, zarówno brytyjska Royal Navy, jak i amerykańska US Navy, uważają Alfreda za swojego założyciela. Pierwszy okręt przydzielony do amerykańskiej Floty Kontynentalnej podczas wojny o niepodległość nazywał się właśnie Alfred.
Trzon lądowej armii anglosaskiej, pospolite ruszenie fyrd, również zostało zreorganizowane. Podzielono je na dwie części, z których jedna pozostawała w domach, druga natomiast brała udział w walkach. Administrację wojskową stanowili thesaurius (skarbnik), cellararius (odpowiadał za zaopatrzenie w żywność) i pincerna (zajmował się sprawami organizacyjnymi). Król wzmocnił również swoją straż przyboczną, która była jedynym stałym wojskiem anglosaskim.
Alfred zajął się również najsłabszym ogniwem w anglosaskim systemie obrony, mianowicie fortecami, z których większość znajdowała się w opłakanym stanie, a wiele było pozbawionych załóg. Alfred wybudował w całym kraju sieć umocnionych wzgórz, tzw. burhs (lub boroughs). W grodach tych stacjonowały stałe garnizony. Owe fortece, lepiej niż inne osiedla zabezpieczone od najazdów wikingów, stawały się z czasem zalążkami miast i wielkich centrów handlowych. Król popierał osadnictwo w tych grodach, gdyż mógł od osiadłej ludności pobierać podatki.
Król przeprowadził również reformy administracyjne, tworząc system shire’ów, ziemskich jednostek administracyjnych. Przeprowadził również kodyfikację praw lokalnych dla każdej ziemi swojego królestwa (tzw. Doom Book).

## Polityka zagraniczna
Niewiele wiadomo o polityce zagranicznej króla Alfreda. Pewnym jest, że korespondował z Eliaszem III, który był od 878 r. patriarchą Jerozolimy. Podobno wysłał również misję do Indii. Utrzymywano również kontakty z dworem kalifa w Bagdadzie. Szczególną wagę Alfred przywiązywał do kontaktów z papiestwem. Około 890 r. Wulfstan z Haithabu odbył podróż z Półwyspu Jutlandzkiego na Bałtyk, gdzie odwiedził pruskie miasto handlowe Truso. Po tej podróży pozostała relacja pióra samego Alfreda.
Więcej wiadomo o stosunkach Alfreda z książętami walijskimi. Według Assera, książęta południowej Walii, zagrożeni przez mieszkańców Walii północnej oraz Mercji, oddali się pod opiekę władcy Wesseksu. Później w ich ślady poszli książęta północnej Walii, wspierając czynnie Alfreda w walkach z Duńczykami w 893 r. Interesował się również Irlandią wysyłając poselstwa do tamtejszych klasztorów oraz przyjmując na swoim dworze irlandzkich mnichów. Zmyślona jest natomiast historia o tym, że Alfred został w dzieciństwie oddany na naukę do jednego z irlandzkich klasztorów.

## Religia i kultura

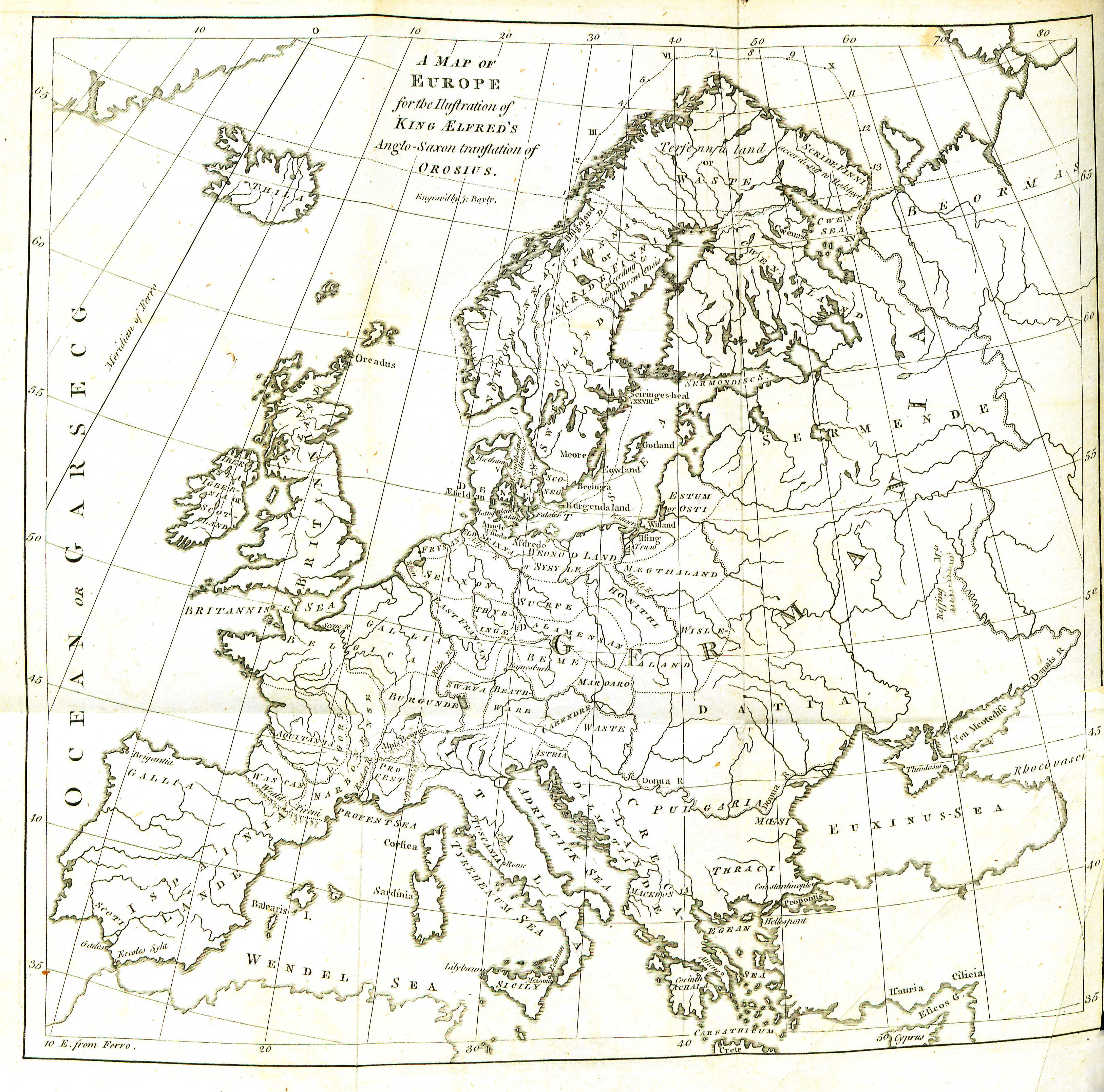
Europa według opisu świata Orozjusza przetłumaczonego i rozszerzonego przez Alfreda Wielkiego. Ryc. J. Bayly (1773)

Kościół angielski przeżywał pod koniec IX w. ciężkie czasy. Następował upadek życia klasztornego, gdyż klasztory były częstymi celami duńskich ataków. Król Alfred ufundował dwa lub trzy nowe klasztory i osadził w nich zagranicznych mnichów, ale to nie powstrzymało topnienia angielskiej sieci klasztornej. Wraz z upadkiem klasztorów nastąpił upadek edukacji i zanik umiejętności czytania. Król Alfred pisał, że nauka tak strasznie podupadła, że po naszej stronie rzeki Humber niewielu było takich, którzy by potrafili przetłumaczyć mszał na angielski lub przełożyć listy z łaciny. W tej sytuacji Alfred oparł się na uczonych zagranicznych, których, wzorem Karola Wielkiego, sprowadzał na swój dwór. Byli to m.in. Walijczyk Asser, Flandryjczyk Grimbald czy uczony mnich Jan z Korbei. Przy ich pomocy Alfred założył szkołę pałacową i hojnie uposażył szkołę w Oksfordzie. Jednocześnie król nie chciał ograniczyć edukacji do kręgu możnych i duchownych, ale udostępnić ją wszystkim poddanym. Wprowadził coś na kształt przymusu szkolnego, nakazując posiadającym więcej niż 2 łany ziemi posyłanie swoich dzieci do szkoły. Bardziej uzdolnieni chłopcy mieli kontynuować naukę na wyższym poziomie. Do szkoły pałacowej przyjmowano nie tylko dzieci arystokratów, ale także zdolnych chłopców z niższych warstw społecznych.
Król dbał również o rozwój języka narodowego. Osobiście tłumaczył na staroangielski różne łacińskie dzieła, np. Pociechę filozofii Boecjusza, Historia adversus paganos Orozjusza (dodając opis Germanii i Słowiańszczyzny), czy Cura pastoralis Grzegorza Wielkiego. To ostatnie dzieło Alfred rozesłał do wszystkich biskupów w swoim królestwie z zaleceniem, aby bezzwłocznie przystąpili do podniesienia stanu oświaty w swoich diecezjach. Alfred przetłumaczył też Historię kościelną ludu angielskiego autorstwa Bedy Czcigodnego. Zainspirował też napisanie w języku narodowym Kroniki anglosaskiej.

## Śmierć
Król Alfred zmarł 26 października 899 r. Data podana w Kronice anglosaskiej, rok 901, jest uważana za mało prawdopodobną. Przyczyna jego śmierci jest nieznana. Początkowo został pochowany w Old Minster w Winchesterze. Później jego ciało zostało przeniesione do New Minster, a stamtąd w 1110 r. do opactwa Hyde. Grób został zniszczony w 1788 r., kiedy budowano tam więzienie. W latach 60. XIX w. odkryto tam ludzkie kości, które uznano za szczątki Alfreda. Zostały one pogrzebane w Hyde. W 1999 r. odsłonięto pozostałości grobu Alfreda.

## Życie prywatne
W 868 r. Alfred poślubił Ealhswith (ur. ok. 852, zm. 5 grudnia 905), córkę Ethelreda Mucila, earldormana Gaini. Prawdopodobnie była spokrewniona z królami Mercji. Alfred i Ealhswith mieli razem dwóch synów i trzy córki:
- Ethelgifu (zm. ok. 896), opatka w Shaftesbury
- Aelfthryth (zm. 929), żona Baldwina II Łysego, hrabiego Flandrii
- Ethelfleda (ur. 872/879, zm. 918), żona Ethelreda, earla Mercji, pani Mercjan
- Edward Starszy (ur. 874/877, zm. 17 lipca 924), król Anglii
- Ethelweard (ur. ok. 880, zm. 26 października 922)

## Alfred w kulturze

### Literatura i dramat
- Thomas Augustine Arne, Masque of Alfred, sztuka wystawiona po raz pierwszy w 1740 r., zawiera pieśń Rule Britannia
- Joseph Cottle, Alfred (1801)
- Henry James Pye, Alfred (1815)
- Edwin Atherstone, Morscy królowie w Anglii, romans historyczny z czasów Alfreda (1830)
- John Fitchett, Król Alfred (1841), zapewne najdłuższy epos napisany po angielsku
- Gilbert Keith Chesterton, Balland of the White Horse, poemat epicki, Alfred jest tam przedstawiony na podobieństwo szekspirowskiego Henryka V
- Walter Hodges, The Namesake i The Marsh King, powieści dla młodzieży
- George Alfred Henty, The Dragon and the Raven, or The Days of King Alfred
- Joan Wolf, The Edge of Light z 1990 r., powieść historyczna
- Guy Gavriel Kay, The Last Light of the Sun z 2004 r., fikcja historyczna, rysy Alfreda Wielkiego ma tu postać Aeldreda, króla Anglcynów
- Bernard Cornwell, seria The Saxon Stories, zapoczątkowana w 2004 r. przez The Last Kingdom, następne części to The Pale Horseman, The Lords of the North Sword Song, The Burning Land i Death of Kings
- biografia Alfreda Wielkiego autorstwa Justina Pollarda ukazała się w 2005 r.
- Alfred Duggan, The King of Athelny

### Film
- Alfred Wielki z 1969 r. w reżyserii Clive’a Donnera. W postać Alfreda wcielił się David Hemmings.
- The Saxon Chronicles z 2006 r. w reżyserii Jeshui de Horta. W postać Alfreda wcielił się Darin Southam.
- Upadek Królestwa  (The Last Kingdom) – 5-sezonowy serial platformy Netflix. W postać Alfreda wcielił się David Dawson.
- Wikingowie z 2013. Od sezonu 5. w postać Alfreda wcielał się Ferdia Walsh-Peelo.

### Gry
- W Assassin’s Creed Valhalla jego postać pełni rolę antagonisty w głównym wątku fabularnym.
- W serii Crusader Kings jednym z grywalnych władców jest Alfred Æthelwulfson, przedstawiony jako earl Dorset[2].